# Granice wytrzymałości (film 2000)
Granice wytrzymałości (ang. Vertical Limit) – amerykański przygodowy thriller z 2000 roku.

## Obsada
- Chris O’Donnell – Peter Garrett
- Bill Paxton – Elliot Vaughn
- Robin Tunney – Annie Garrett
- Scott Glenn – Montgomery Wick
- Izabella Scorupco – Monique Aubertine
- Robert Taylor – Skip Taylor
- Temuera Morrison – Major Rasul
- Stuart Wilson – Royce Garrett
- Nicholas Lea – Tom McLaren
- Alexander Siddig – Kareem Nazir
- David Hayman – Frank 'Chainsaw' Williams
- Ben Mendelsohn – Malcolm Bench
- Steve Le Marquand – Cyril Bench
- Roshan Seth – Colonel Amir Salim

## Odbiór

### Box office
Budżet filmu jest szacowany na 70 milionów dolarów. W Stanach Zjednoczonych i w Kanadzie film zarobił 69,2 mln USD. W innych krajach przychody również wyniosły 215,7 mln, a łączny przychód 274,9 mln dolarów.

### Krytyka w mediach
Film spotkał się z mieszaną reakcją krytyków. W serwisie Rotten Tomatoes 48% ze 110 recenzji jest pozytywne, a średnia ocen wyniosła 5,2/10. Na portalu Metacritic średnia ocen z 29 recenzji wyniosła 48 punktów na 100.